# Oscar Brizuela
Oscar Alberto Brizuela (Posadas, Argentina; 18 de julio de 1990) es un futbolista argentino. Juega de defensa y su equipo actual es el Resistencia Sport Club de la Primera División de Paraguay.

## Trayectoria
Brizuela se inició como futbolista en el Crucero del Norte y el Defensores de Formosa. En 2010 migró a España bajo la tutela del exfutbolista Carlos Diarte, quien vio proyección en el jugador. Realizó pruebas en equipos belgas y españoles sin mucha suerte, sin club jugó fútbol en torneos regionales de Valencia, fue hay donde conoció al exfutbolista Júnior Baiano, quien llegó a Brizuela a continuar su carrera en Brasil. Ya en Brasil, el defensor pasó por muchos clubes de ligas regionales del país y de la Serie D.
En agosto de 2017, regresó a Argentina y se unió al Guaraní Antonio Franco del Torneo Federal A.

### Paraguay
En marzo de 2021, Brizuela aceptó la oferta del Resistencia SC de Paraguay, club donde debutó con un gol y ganó el ascenso a la Primera División.
El 8 de diciembre de 2022, Brizuela fichó en el Club Nacional de cara a la temporada 2023.
En julio de 2023, regresó al Resistencia Sport Club.

## Clubes
| Club                   | País      | Año           |
| ---------------------- | --------- | ------------- |
| Defensores de Formosa  | Argentina | 2009          |
| Santa Helena           | Brasil    | 2012          |
| Anápolis               | Brasil    | 2012          |
| Laguna Blanca          | Argentina | 2013          |
| Anápolis               | Brasil    | 2013          |
| Itumbiara              | Brasil    | 2013          |
| Caldas                 | Brasil    | 2016          |
| Uniao Rondonópolis     | Brasil    | 2016          |
| River (PI)             | Brasil    | 2017          |
| Guaraní Antonio Franco | Argentina | 2017-2018     |
| Moto Club              | Brasil    | 2019          |
| Itumbiara              | Brasil    | 2019          |
| Uniao Rondonópolis     | Brasil    | 2019          |
| Ação                   | Brasil    | 2019          |
| Inhumas                | Brasil    | 2019          |
| Pacajus                | Brasil    | 2019-2020     |
| Santos AP              | Brasil    | 2020          |
| Inhumas                | Brasil    | 2020          |
| Anápolis               | Brasil    | 2021          |
| Resistencia SC         | Paraguay  | 2021-2022     |
| Club Nacional          | Paraguay  | 2023          |
| Resistencia SC         | Paraguay  | 2023-presente |